# Fútbol burbuja

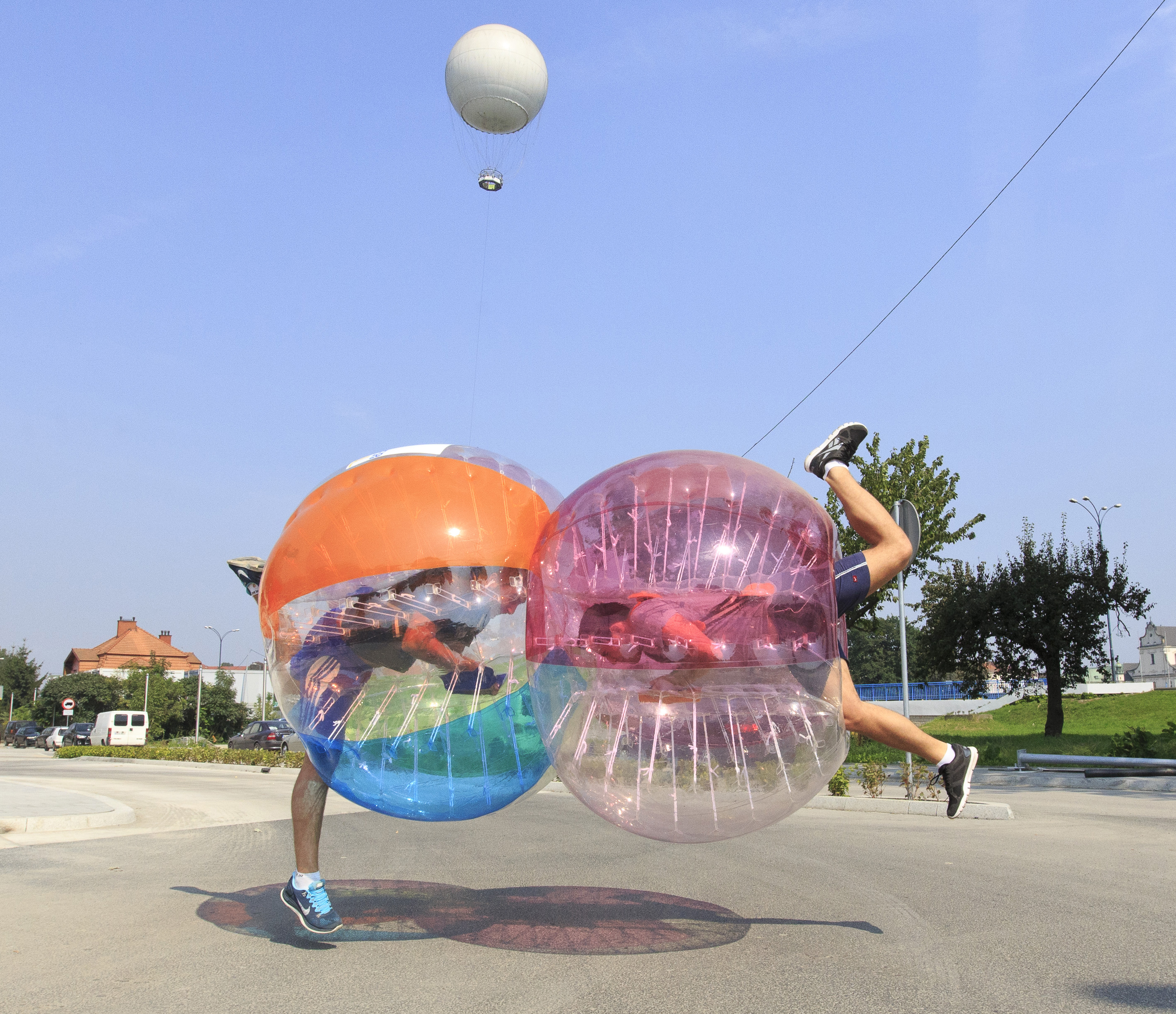
Zorb Fútbol

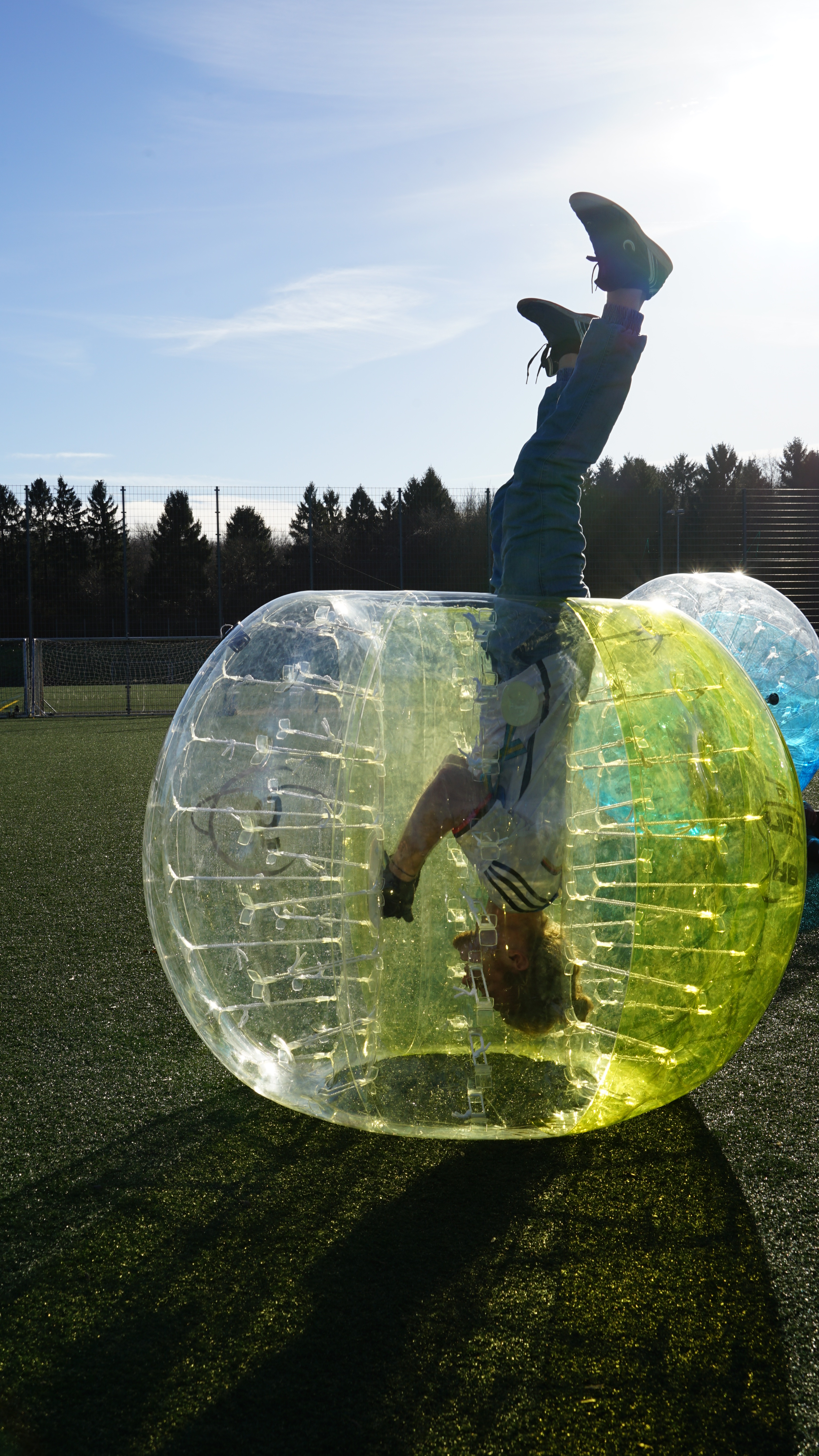
Bubbleball Mano- o Headstand

Fútbol burbuja  (bubbleball, bubble football o Zorb Fútbol) es un deporte para jugar al fútbol metido en una burbuja con forma de toro, similar a una esfera, pero en este caso el jugador está cubierto en la parte superior de su cuerpo. Habitualmente se disputa en superficies cubiertas, al aire libre sobre hierba o AstroTurf. Este deporte cada vez se está haciendo más popular en varios países del mundo.